# Allopurinol
Allopurinol is een geneesmiddel dat de aanmaak van urinezuur tegengaat. Het wordt voornamelijk voorgeschreven tegen jicht en nierstenen.

## Werking
Allopurinol inhibeert de vorming van urinezuur door remming van het enzym xanthineoxidase.

## Indicaties
Dit geneesmiddel kan jichtaanvallen en het ontstaan van nierstenen tegengaan. Het is ook doeltreffend bij overdreven productie van urinezuur bij polycythemieën en tijdens behandeling van leukemieën.

## Farmacokinetiek
Allopurinol wordt snel in 2 uur omgezet in een actieve metaboliet het oxypurinol. De halveringstijd van deze stof is 18 tot 30 uur, waarmee de werkzaamheid van allopurinol dus grotendeels tot stand komt via zijn omzettingsproduct. Oxypurinol wordt onveranderd door de nieren uitgescheiden.

## Belangrijkste contra-indicaties
Leverinsufficiëntie.

## Belangrijkste nevenwerkingen
- Acute jichtaanvallen, vooral indien met een te hoge dosis of te vroeg (< 6 weken) na de acute crisis gestart wordt.
- Gastro-intestinale verschijnselen.
- Huiduitslag.
- Cholestatische hepatitis.
- Stoornissen van de bloedvorming.
- Syndroom van Lyell (zelden).

## Belangrijkste interacties
- Vertraging van de afbraak van 6-mercaptopurine en van azathioprine.
- Versterking van het effect van de coumarine-anticoagulantia.
- Verhoogde incidentie van huiduitslag ten gevolge van aminopenicillines.

## Belangrijkste voorzorgen
Bij nierinsufficiëntie is dosisaanpassing vereist.

## Posologie
Allopurinol wordt oraal toegediend, met een startdosis van 100 mg per dag. Dit kan eventueel op geleide van de urinezuurspiegel in het bloed verhoogd worden tot maximaal 900 mg per dag in twee giften.